# 田光珣
田光珣，清朝官員，本籍山東。監生出身。

## 生平
田光珣於1819年（嘉慶24年）接替王承烈，於臺灣府淡水廳艋舺縣丞一職，是大台北地區的地方父母官。